# Pachrophylla obscurellus
Pachrophylla obscurellus är en fjärilsart som beskrevs av Blanchard 1852. Pachrophylla obscurellus ingår i släktet Pachrophylla och familjen mätare. Inga underarter finns listade i Catalogue of Life.